# 2014年亞洲運動會高爾夫比賽
2014年亞洲運動會高爾夫比賽於2014年9月25日至28日在韓國仁川夢公園鄉村俱樂部舉行。

## 獎牌得主
| 項目     | 金牌                                                                 | 银牌                                                               | 铜牌                                                                      |
| 男子個人 | 潘政琮（中华台北）                                                   | Kim Nam-hun（韩国）                                                | 俞俊安（中华台北）                                                        |
| 男子團體 | 中华台北 · 高藤 · 潘政琮 · 王偉倫 · 俞俊安                           | 韩国 · Kim Nam-hun · Kim Young-woong · Kong Tae-hyun · Youm Eun-ho | 泰国 · 丹泰·汶玛 · Kasidit Lepkurte · Tawan Phongphun · Natipong Srithong |
| 女子個人 | Park Gyeol（韩国）                                                   | Budsabakorn Sukapan（泰国）                                        | Supamas Sangchan（泰国）                                                  |
| 女子團體 | 泰国 · Benyapa Niphatsophon · Supamas Sangchan · Budsabakorn Sukapan | 韩国 · 崔慧珍 · Lee So-young · Park Gyeol                          | 中国 · 石昱婷 · 王馨迎 · 叶子琪                                           |

## 獎牌榜
| 排名 | 国家／地区 | 金牌 | 银牌 | 铜牌 | 總數 |
| ---- | ---------- | ---- | ---- | ---- | ---- |
| 1    | 中华台北   | 2    | 0    | 1    | 3    |
| 2    | 韩国       | 1    | 3    | 0    | 4    |
| 3    | 泰国       | 1    | 1    | 2    | 4    |
| 4    | 中国       | 0    | 0    | 1    | 1    |
| 總計 | 總計       | 4    | 4    | 4    | 12   |

## 參賽國家和地區
本屆賽事總共有116位運動員參賽：
- 阿富汗（2）
- （4）
- 不丹（1）
- 中国（7）
- 中国香港（3）
- 印度（7）
- 日本（7）
- （6）
- （1）
- 韩国（7）
- 沙特阿拉伯（4）
- 科威特（5）
- 老挝（3）
- 中国澳门（6）
- 马来西亚（4）
- 蒙古（7）
- 尼泊尔（4）
- 阿曼（4）
- 菲律宾（7）
- （4）
- 新加坡（4）
- 泰国（7）
- 中华台北（7）
- 越南（5）

## 外部連結
- Golf Site of 2010 Asian Games（页面存档备份，存于）